# Ayam kecap

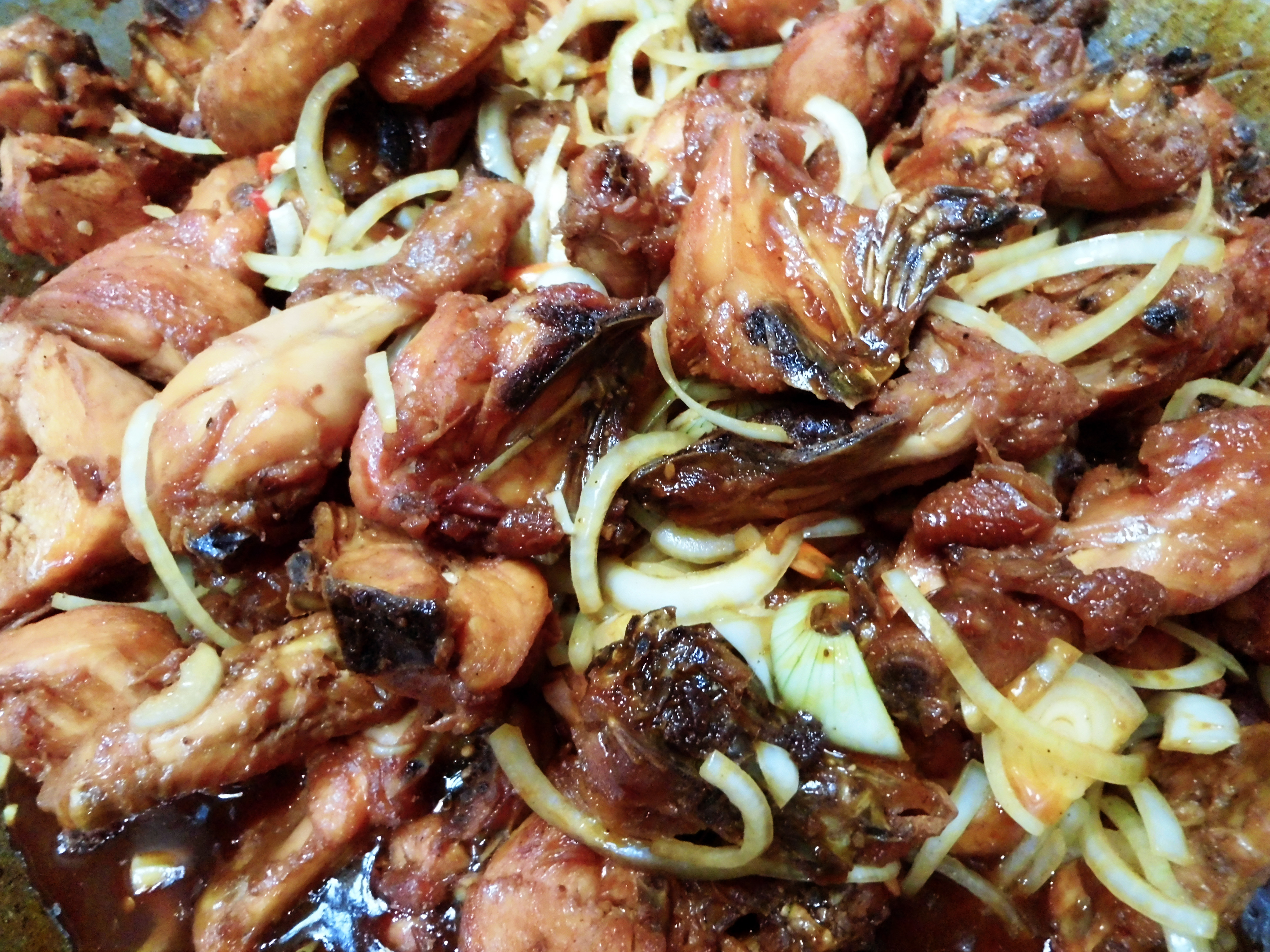
Ayam kecap

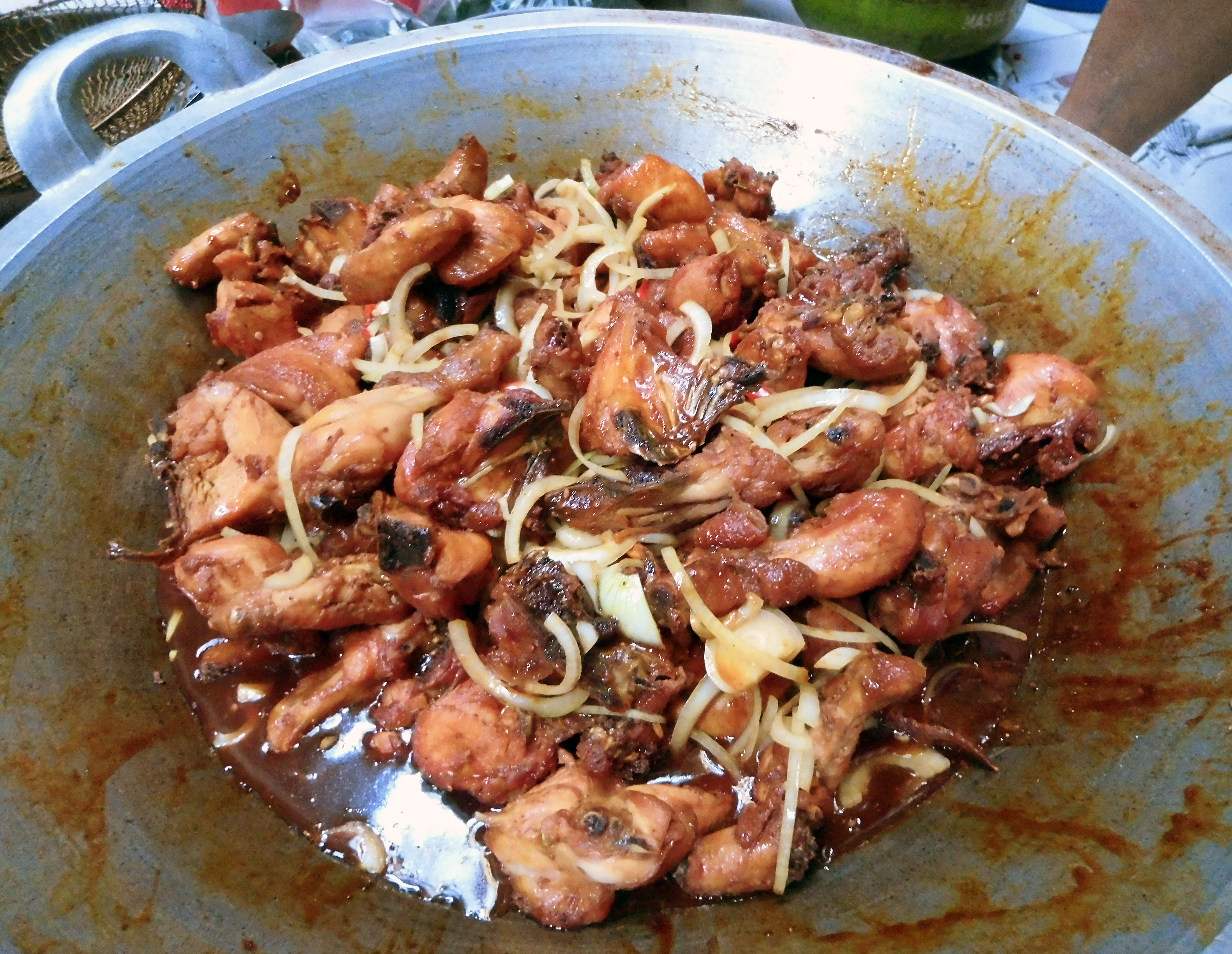
Ayam kecap

Ayam kecap hay còn gọi là Ayam masak kicap là một món ăn gà trong ẩm thực Java, ẩm thực Indonesia, trong món ăn này, thịt gà sẽ được rim hoặc ninh trong nước tương ngọt (kecap manis), công thức chế biến này thường thấy ở trong nền ẩm thực Indonesia cũng như trong nền ẩm thực Mã Lai và ẩm thực Singapore.

## Tổng quan
Gà rán ngập trong nước tương ngọt là một món gà điển hình thường được dọn ăn trên khắp vùng ở Indonesia. Tuy nhiên, chính xác hơn là có nguồn gốc từ người Java gốc Trung Quốc. Công thức chế biến theo cách làm của Indonesia là phải có kecap manis (nước tương ngọt). Về mặt lịch sử, việc chế biến nước tương có liên quan đến ảnh hưởng của người Trung Quốc tại quần đảo này. Tuy nhiên, những biến tấu với nước tương Java của Indonesia có cách chế biến riêng, đó là người ta cho nhiều hỗn hợp đường cọ đặc sệt (gula Hàma) với độ đậm đặc của mật đường. Món Ayam kecap pedas là biến tấu có vị cay hơn bằng các tăng thêm một lượng lớn ớt vào món ăn này.
Ở Indonesia, món Ayam kecap với đặc trưng là những miếng thịt gà được ninh trong kecap manis (nước tương ngọt), gia vị thì có hẹ hoặc hành, tỏi, gừng, ớt tiêu, tỏi tây và cà chua. Các biến tấu khác có thể thêm các loại gia vị phong phú hơn, bao gồm hạt nhục đậu khấu và đinh hương. Ở Indonesia, người ta gọi Ayam kecap để thường xuyên thay thế cho cách gọi là Ayam goreng kecap (một biến tấu của ayam goreng) và Semur ayam (Món hầm đậu nành ngọt của Indonesia dùng thịt gà thay vì thịt bò). Tất cả đều tương tự nếu không muốn nói là gần như giống nhau với công thức nấu gà trong nước tương ngọt. Tuy nhiên, công thức nấu ăn cho Semur ayam thường thêm các loại gia vị phong phú hơn, chẳng hạn như đinh hương, quế và hoa hồi.
Mặt khác, ayam goreng kecap có nước tương ngọt đặc hơn và thường ăn kèm với những lát chanh tươi hoặc nêm một chút nước chanh. Sự khác biệt chính có lẽ là hàm lượng nước của nó, đó là mặc dù vẫn còn khá ẩm và mọng nhưng cả ayam kecap và ayam goreng kecap thường khô và dùng nước tương đặc hơn, so với semur ayam. Ayam kecap thường sử dụng gà luộc, chặt miếng, thường để cả xương. Tuy nhiên, có một biến thể được gọi là ayam panggang kecap sử dụng nước tương ngọt và gia vị giống hệt nhau, nhưng thay thế bằng phi lê gà rút xương được nướng thay vì chiên. Trong khi đó, ở Mã Lai thì ayam masak Regiap khác với phiên bản gà dầm tương của Trung Quốc vì thịt gà được cắt thành từng miếng và trộn với các loại gia vị riêng biệt.